# Short Dick Man
«Short Dick Man» es una canción grabada por el grupo estadounidense de hip house 20 Fingers con la rapera Gillette. Fue lanzada en agosto de 1994 bajo los sellos discográficos Zoo Entertainment y SOS Records como el sencillo debut del álbum On the Attack and More. También aparece en el álbum homónimo de 20 Fingers, su segundo disco, y en el álbum debut en solitario de Gillete On the Attack. La canción fue un éxito mundial, particularmente en Francia, donde alcanzó el primer puesto. También alcanzó los diez primeros en otros países como Austria, Bélgica, Nueva Zelanda y Australia. El estribillo usa un sample de Itsy Bitsy Teenie Weenie Yellow Polkadot Bikini.

## Trasfondo
Este sencillo, que consiste en una mujer burlándose del tamaño del pene de un hombre, también fue lanzado en una versión atenuada que reemplaza la palabra "dick" (pene) por "short" (así, la canción también fue lanzada bajo el título censurado Short Short Man), pero manteniendo el resto de la letra, lo que se tomó como una discriminación hacia las personas con enanismo. Manny Mohr, quien colaboró en la letra de la canción, dijo a Los Angeles Times que el objetivo de la canción era llamar la atención: 

"We figured there were all these songs by men bashing women and treating women like sex objects. So we decided a song that turned the tables on men might attract some attention."
"Nos dimos cuenta de todas estas canciones que hablan de hombres que golpeaban a las mujeres o que las trataban como objetos sexuales. Así que decidimos escribir una canción que cambiara las tornas de los hombres podría atraer algo de atención"

Según la vocalista Sandra Gillette, el punto de la canción es 

"strike back at all the women-bashing songs in pop, especially in rap"
"devolver el golpe a todas las canciones pop sobre mujeres maltratadas, sobre todo en el rap"

Algunas emisoras de radio se negaron a tocar la canción debido percibir como misándrica, discriminatoria y capacitista hacia las personas con microfalia.

## Vídeo musical
En el vídeo musical, las imágenes de Gillette cantando "Short Dick Man" en una playa se alternan con las de un hombre musculoso que realiza una sesión de fotos. También se pueden ver escenas de Gillette bailando frente al horizonte de Chicago.

## Versiones
En 1995, la canción fue versionada por Machito Ponce y Diamanda Turbin bajo el título de Short Dick Man (¡Ponte a Brincar!). Esta vez la canción habla en primera persona de un hombre que se defiende de los argumentos de la versión original.
Otra versión de Short Dick Man fue editada en 2007 por Laurent Wolf junto a Marilyn David. Este cover de 3:35 está disponible en varias compilaciones, como Été 2007 y el disco Contact Play & Dance vol. 4.

## Posicionamiento en listas y certificaciones

### Listas de éxitos
| País           | Lista (1994-1995)                | Máxima posición | Ref    |
| -------------- | -------------------------------- | --------------- | ------ |
| Alemania       | GfK Entertainment Charts         | 3               | [ 14 ] |
| Australia      | ARIA                             | 4               | [ 15 ] |
| Austria        | Ö3 Austria Top 40                | 6               | [ 15 ] |
| Bélgica        | Ultratop 50 Flandes              | 10              | [ 15 ] |
| Bélgica        | Ultratop 50 Valonia              | 6               | [ 15 ] |
| Canadá         | (RPM Dance)                      | 2               | [ 16 ] |
| Escocia        | Official Charts Company          | 14              | [ 17 ] |
| Estados Unidos | Billboard Hot 100                | 14              | [ 18 ] |
| Estados Unidos | Billboard Hot Dance Club Play    | 3               | [ 18 ] |
| Estados Unidos | Billboard Rhythmic Top 40 1      | 28              | [ 18 ] |
| Estados Unidos | Billboard Radio Songs 1          | 55              | [ 18 ] |
| Estados Unidos | Cash Box                         | 26              | [ 19 ] |
| Europa         | Eurochart Hot 100                | 7               | [ 20 ] |
| Francia        | SNEP                             | 1               | [ 15 ] |
| Italia         | FIMI                             | 1               | [ 21 ] |
| Nueva Zelanda  | Recorded Music NZ                | 7               | [ 15 ] |
| Países Bajos   | Dutch Top 40                     | 7               | [ 22 ] |
| Países Bajos   | Single Top 100                   | 9               | [ 15 ] |
| Reino Unido    | UK Singles Chart                 | 21              | [ 23 ] |
| Reino Unido    | UK Singles Chart 1               | 11              | [ 24 ] |
| Reino Unido    | UK Dance Chart                   | 3               | [ 25 ] |
| Reino Unido    | UK R&B (Official Charts Company) | 38              | [ 26 ] |

1 Short, Short Man
| Año  | País   | Lista     | Posición | Ref.   |
| ---- | ------ | --------- | -------- | ------ |
| 1995 | España | TVE/AFYVE | 2        | [ 27 ] |

### Listas de fin de año
| País           | Lista (1995)                     | Posición | Ref.   |
| -------------- | -------------------------------- | -------- | ------ |
| Austria        | Austrian Singles Chart           | 34       | [ 28 ] |
| Bélgica        | Belgian (Flanders) Singles Chart | 99       | [ 29 ] |
| Bélgica        | Belgian (Wallonia) Singles Chart | 18       | [ 30 ] |
| Canadá         | (RPM Dance/Urban Chart)          | 34       | [ 31 ] |
| Estados Unidos | U.S. Billboard Hot 100           | 76       | [ 32 ] |
| Francia        | French Singles Chart             | 18       | [ 33 ] |

### Certificaciones
| País           | Organismo | Versión                                 | Certificación | Ventas  | Ref.   |
| -------------- | --------- | --------------------------------------- | ------------- | ------- | ------ |
| Alemania       | BVMI      | Short Dick Man (20 Fingers & Gillette)  | Oro           | 250 000 | [ 34 ] |
| Estados Unidos | RIAA      | Short Short Man (20 Fingers & Gillette) | Oro           | 500,000 | [ 35 ] |
| Francia        | SNEP      | Short Dick Man (20 Fingers & Gillette)  | Plata         | 125 000 | [ 36 ] |